# Gaspard de la nuit
Gaspard de la Nuit: Trois Poèmes pour Piano d'après Aloysius Bertrand (francés: "Tesorero de la noche: tres poemas para piano sobre Aloysius Bertrand") es una obra musical para piano solo compuesta por Maurice Ravel en 1908. 
Ricardo Viñes fue el encargado de estrenar Gaspard de la nuit el 9 de enero de 1909 en París. Cada uno de los tres movimientos que la conforman está basado en un poema de Aloysius Bertrand de Gaspard de la nuit, Fantaisies à la manière de Rembrandt et de Callot, una recolección de poemas en prosa publicada en 1842. En ellos, Bertrand da una visión pintoresca y fantástica de la Edad Media. Ravel llevó a la música tres de esos poemas, los que componen este tríptico para piano. La elección del autor refleja su estado de ánimo en este periodo, en el que su padre, muy enfermo, se encontraba próximo a la muerte. Los títulos de los movimientos son "Ondine", "Le Gibet" y "Scarbo". 
El manuscrito original de la obra se encuentra en el Harry Ransom Humanities Research Center de la Universidad de Texas en Austin, EE. UU.. La duración de la pieza completa es de unos veinticinco minutos. 
Esta pieza es muy conocida debido a su tremenda dificultad, causada, al menos en parte, por la pretensión de Ravel de crear una obra aún más difícil que Islamey: fantasía oriental de Mili Balákirev, especialmente con la tercera parte, "Scarbo". Por sus increíble dificultad técnica y su profunda estructura musical, Gaspard de la nuit está considerada como una de las obras más complicadas del repertorio para piano. El propio Ravel afirmó: "Quería hacer una caricatura del Romanticismo. Quizás di lo mejor de mí."
El origen etimológico del nombre "Gaspard" se encuentra en Persia ("Gizbar"), un sustantivo que denotaba al hombre a cargo del tesoro real. 

"Gaspard de la nuit o tesorero de la noche hace alusión a alguien encargado de todo lo precioso, oscuro, misterioso, quizá incluso taciturno."
Siglind Bruhn